# Bugari u Urugvaju
Bugari u Urugvaju su osobe u Urugvaju s punim, djelomičnim, ili većinskim bugarskim podrijetlom, ili u Bugarskoj rođene osobe s prebivalištem u Urugvaju. Procjenjuje se da u Urugvaju živi oko 1 do 2 tisuće bugarskih iseljenika i njihovih potomaka.

## Povijest
Prvi val imigracije Bugara u Urugvaj dogodio se 1905. godine. Tada se u Bugarskoj Urugvaj predstavljao kao primamljiva južnoamerička zemlja s besplatnim oranicama te sigurnim i dobro plaćenim poslovima. Krajem 1920-ih broj Bugara u Urugvaju se popeo na oko 4.000 ljudi. Oni su uglavnom bili iz Bugarske, ali i iz Makedonije, Trakije, Dobrudže itd.
Većina Bugara se nastanila u Montevideu, ali postoje i značajne zajednice u gradovima Fray Bentos, Punta del Este, Maldonado, Durres i Rocha.

## Poznati pripadnici
- Boris Christoff (1914. – 1993.), astrolog
- Sasha Aneff (1991.), nogometaš[4][5]
- Fabián Estoyanoff (1982.), nogometaš
- Jorge Lazaroff (1950. – 1989.), glazbenik